# 아쿠아 (비디오 게임)
아쿠아(AQUA, 일본어: アクア)는 에로게 메이커인 SORAHANE의 2011년 작 첫 어덜트 게임이다.

## 줄거리
주인공인 '나루미 소타'와 토모에는 전학을 오고 나서 어느 집으로 이사를 하게 된다. 그러나 그 집은 사실 7년 전에 연락을 끊었던 치사네랑 같이 살던 집이였다....

## 등장인물
- 나루미 소타 : 치카와 마찬가지로 EcRed의 연구원.
- 토모에
- 치사네 :
- 나나리 : 중간에 등장하는 식객. 사실, 그녀는 몸에 심어진 컴퓨터 EC에 의해 조종당하고 있다. 그러므로, 7년 간의 기억을 잃고 뇌를 회복하게 된다. 그러나 그녀는 조종당했을 때의 기억이 자꾸 떠오르기 시작하고 이 일이 모두 치카에 의해 계획된 일임을 알게 된다.
- 나즈나 : 사오리와 마찬가지로 그 실험의 피해자. 쇼타는 그녀를 구하기 위해 노력했으나 이 사실을 말하지 않았기에 이해하지 못하였다.
- 마키 이즈미
- 치카 : EcRed의 연구원. 자신의 딸 치사가 있었으나, 그녀는 자동차 사고로 죽을 운명이였다. 그러기에 그녀는 클론이 자동차 사고를 대신 맞게 하였다. 또한, 그녀는 나나리의 몸에 EC를 심어서 조종하기도 했다.
- 사오리 : 실험 도중 죽은 여성. 원인은 '뇌와 타키오네버'를 연결하는 실험이였으나 한계치를 초과함으로 인하여 '미래 확정'이라는 헛 소리를 하게 되었다. 그 후, 치카의 제안으로 연구를 다시 재개하면서 그녀를 다시 만나게 된다.

## 설정 및 지명
- 루카네 :
- 아쿠아 입자/타키온 입자 : '아쿠아 시스템'에 꼭 필요한 입자. 에너지를 잃을 수록 가속한다.
- ECReD : 철처한 영리단체. '아쿠아 시스템'을 만들었고, '타키오네버'와 '아리스 입자'로 구축하였다. 그러나 그 아쿠아 시스템은 연산이 기계적으로는 한계가 있기에 결국 인간의 뇌를 활용하기로 결정, 갑자기 폭주한 사오리를 이용하였다.